# Chile apaxtleco
El chile apaxtleco (pronúnciese «a-pash-tle-co») es una variedad de chile típico de la gastronomía mexicana, en particular del municipio de Apaxtla, en el Estado de Guerrero. 
En esta zona, la cual es muy montañosa, el chile se cultiva en ladera (tlacolol), en condiciones de temporal y en monocultivo. Hay tres tipos básicos de chile apaxtleco: carricillo, ancho (o chino) y liso. Los chiles apaxtlecos se pueden consumir frescos, o bien se deshidratan bajo luz solar durante dos semanas y luego se consumen secos.
El chile apaxtleco está poco estudiado agronómicamente y aún no se han analizado las posibles ventajas genéticas que puede aportar este chile criollo (fitomejoramiento). «Criollo» se refiere a las variedades que no son híbridas o modernas, sino que han sido cultivadas durante generaciones por una población local, generalmente de tierras remotas (una variedad vestigial). Es un chile que difícilmente se encuentra fuera del área de Apaxtla. 
En cuanto a uso culinario, se usa para una amplia variedad de platillos regionales como el mole de pollo o pípilo o la salsa de molcajete.